# Стюарт (Флорида)
Стюарт (англ. Stuart) — місто (англ. city) в США, в окрузі Мартін штату Флорида. Населення — 17 425 осіб (2020).

## Географія
За даними Бюро перепису населення США в 2010 році місто мало площу 23,31 км², з яких 17,23 км² — суходіл та 6,08 км² — водойми.

### Клімат
| Клімат : Стюарт         | Клімат : Стюарт | Клімат : Стюарт | Клімат : Стюарт | Клімат : Стюарт | Клімат : Стюарт | Клімат : Стюарт | Клімат : Стюарт | Клімат : Стюарт | Клімат : Стюарт | Клімат : Стюарт | Клімат : Стюарт | Клімат : Стюарт | Клімат : Стюарт |
| Показник                | Січ.            | Лют.            | Бер.            | Квіт.           | Трав.           | Черв.           | Лип.            | Серп.           | Вер.            | Жовт.           | Лист.           | Груд.           | Рік             |
| Абсолютний максимум, °C | 31,7            | 36,7            | 33,9            | 36,7            | 36,7            | 38,9            | 40,6            | 37,2            | 38,9            | 36,1            | 37,8            | 37,2            | 40,6            |
| Середній максимум, °C   | 23,1            | 23,9            | 25,4            | 27,0            | 29,4            | 31,3            | 32,1            | 32,3            | 31,4            | 29,4            | 26,5            | 24,1            | 28,0            |
| Середній мінімум, °C    | 12,6            | 14,0            | 16,1            | 18,3            | 21,3            | 23,2            | 23,9            | 24,1            | 23,9            | 21,7            | 18,1            | 14,9            | 19,4            |
| Абсолютний мінімум, °C  | −5              | −2,2            | −2,8            | 2,8             | 7,2             | 12,8            | 15,0            | 15,0            | 14,4            | 5,6             | −0,6            | −3,3            | −5              |
| Норма опадів, мм        | 66              | 85              | 127             | 86              | 128             | 181             | 167             | 221             | 226             | 152             | 105             | 74              | 1618            |
| Днів з дощем            | 8,7             | 8,2             | 9,7             | 8,8             | 10,0            | 15,6            | 17,5            | 16,6            | 16,8            | 14,3            | 10,2            | 9,4             | 145,8           |
| ----------------------- | --------------- | --------------- | --------------- | --------------- | --------------- | --------------- | --------------- | --------------- | --------------- | --------------- | --------------- | --------------- | --------------- |
| Джерело:                |                 |                 |                 |                 |                 |                 |                 |                 |                 |                 |                 |                 |                 |

## Демографія
Згідно з переписом 2010 року, у місті мешкали 15 593 особи в 7701 домогосподарстві у складі 3641 родини. Густота населення становила 669 осіб/км².  Було 9869 помешкань (423/км²).
Расовий склад населення:
| - 80,0 % — білих - 12,0 % — чорних або афроамериканців - 1,1 % — азіатів - 0,3 % — корінних американців - 0,1 % — вихідців з тихоокеанських островів - 4,4 % — осіб інших рас |

До двох чи більше рас належало 2,2 %. Частка іспаномовних становила 12,3 % від усіх жителів.
За віковим діапазоном населення розподілялося таким чином: 16,9 % — особи молодші 18 років, 58,0 % — особи у віці 18—64 років, 25,1 % — особи у віці 65 років та старші. Медіана віку мешканця становила 46,7 року. На 100 осіб жіночої статі у місті припадало 89,1 чоловіків;  на 100 жінок у віці від 18 років та старших — 86,7 чоловіків також старших 18 років.
Середній дохід на одне домашнє господарство  становив 53 097 доларів США (медіана — 36 514), а середній дохід на одну сім'ю — 74 730 доларів (медіана — 52 889). Медіана доходів становила 37 356 доларів для чоловіків та 35 283 долари для жінок. За межею бідності перебувало 19,2 % осіб, у тому числі 32,0 % дітей у віці до 18 років та 9,4 % осіб у віці 65 років та старших.
Цивільне працевлаштоване населення становило 7184 особи. Основні галузі зайнятості: освіта, охорона здоров'я та соціальна допомога — 21,0 %, роздрібна торгівля — 16,4 %, мистецтво, розваги та відпочинок — 13,3 %, науковці, спеціалісти, менеджери — 11,0 %.